# Ränne
Ränne är en by i Magra socken i Alingsås kommun som ligger mellan byarna Magra och Kyrkås.

## Rännestugan
Centralt belägen i byn finns en gammelstuga som i folkmun kallas för "Rännestugan". Bjärke hembygdsförening övertog 1963 vårdnaden av gammelstugan inklusive dess inventarier från makarna Persson i Ränne på Assmundsgården. I stugan finns en takbjälke märkt med årtalet 1795 - året då gammelstugan uppfördes. Rännestugan var den enda byggnaden som klarade sig i den stora branden som drabbade Ränne i början 1800-talet.